# Yahya al-Ghassani
Yahya al-Ghassani (arabisch يحيى الغساني; * 18. April 1998 in Dubai) ist ein Fußballspieler mit Staatsangehörigkeit der Vereinigten Arabischen Emirate.

## Karriere

### Verein
Ab 2018 war er, nachdem er dort zuvor auch in der Jugend gespielt hatte, im Kader von al-Wahda. Im Januar 2021 unterschrieb er dann einen Vertrag bei al-Ahli, bei welchem er auch zuvor einmal in der Jugend gespielt hatte. Hier gewann er mit seiner Mannschaft bislang die Meisterschaft der Saison 2022/23 und den darauffolgenden Superpokal.

### Nationalmannschaft
Sein erstes bekanntes Spiel im Trikot der Nationalmannschaft der VAE war am 27. Januar 2021 ein 2:0-Sieg über Syrien während der Qualifikation für die Weltmeisterschaft 2022. Hier wurde er zur 69. Minute für Khalil al-Hammadi eingewechselt und erzielte kurz darauf in der 70. Minute dann auch noch das Tor zum endgültigen 2:0. Danach war er auch beim Golfpokal 2023 dabei und kam hier in den drei Gruppenspielen seines Teams immer zum Zug.
Nach weiteren Freundschafts- und Qualifikationsspielen gehörte er auch mit zum Kader bei der Asienmeisterschaft 2024, wo er in der Gruppenphase für sein Team zwei Treffer erzielte.